# Storia dei supporti musicali
La seguente voce presenta l'evoluzione dei supporti di riproduzione e registrazione musicale e sonora, proposta in ordine cronologico.

## Evoluzione storica di notazione, riproduzione e registrazione musicali

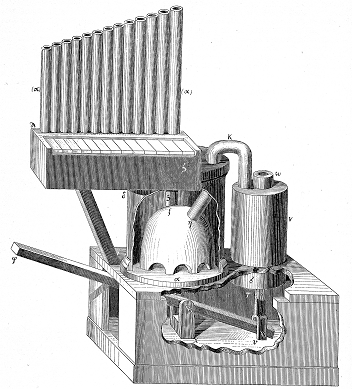
Organo idraulico di Ctesibio secondo la descrizione di Erone di Alessandria

In tempi preistorici, le composizioni musicali per quanto fossero estremamente semplici, erano comunque basate su una melodia ed eventualmente un testo cantato e venivano tramandate oralmente di generazione in generazione. Il passaggio dalla tradizione orale a quella scritta si ebbe certo per i testi delle canzoni con la diffusione del linguaggio scritto, successivo fu invece il passaggio alla notazione musicale (semiografia musicale) di altezza e di durata delle note, che ebbe già inizio in varie forme in diverse civiltà. Le più antiche forme di notazione giunte a noi provengono dalla civiltà sumera (sotto forma di incisioni su tavolette in linguaggio cuneiforme). Una notazione più completa la produssero secoli dopo i greci, di cui un celebre reperto è di sicuro l'epitaffio di Sicilo, risalente ai secoli I a.C. o I d.C..
Si ebbero particolari sviluppi verso la notazione usata al giorno d'oggi in particolare nel medioevo, in Europa, con l'evoluzione di diverse notazioni temporalmente lineari (pentagramma, tetragramma etc.). La notazione musicale, che tuttavia aveva il solo scopo di tradurre e archiviare la musica in un formato scritto, precedette ampiamente la memorizzazione tramite strumenti (inizialmente solo meccanici) in grado di riprodurre una musica preimpostata (carillon, organi a rullo etc.). Con pochissime geniali eccezioni in epoca antica (tra le quali si parla di un organo automatico ad acqua creato dal greco Evergete in età ellenistica), i primi strumenti meccanici per conservare e poter riprodurre una composizione musicale apparvero in Occidente nei primi anni del ' 700.

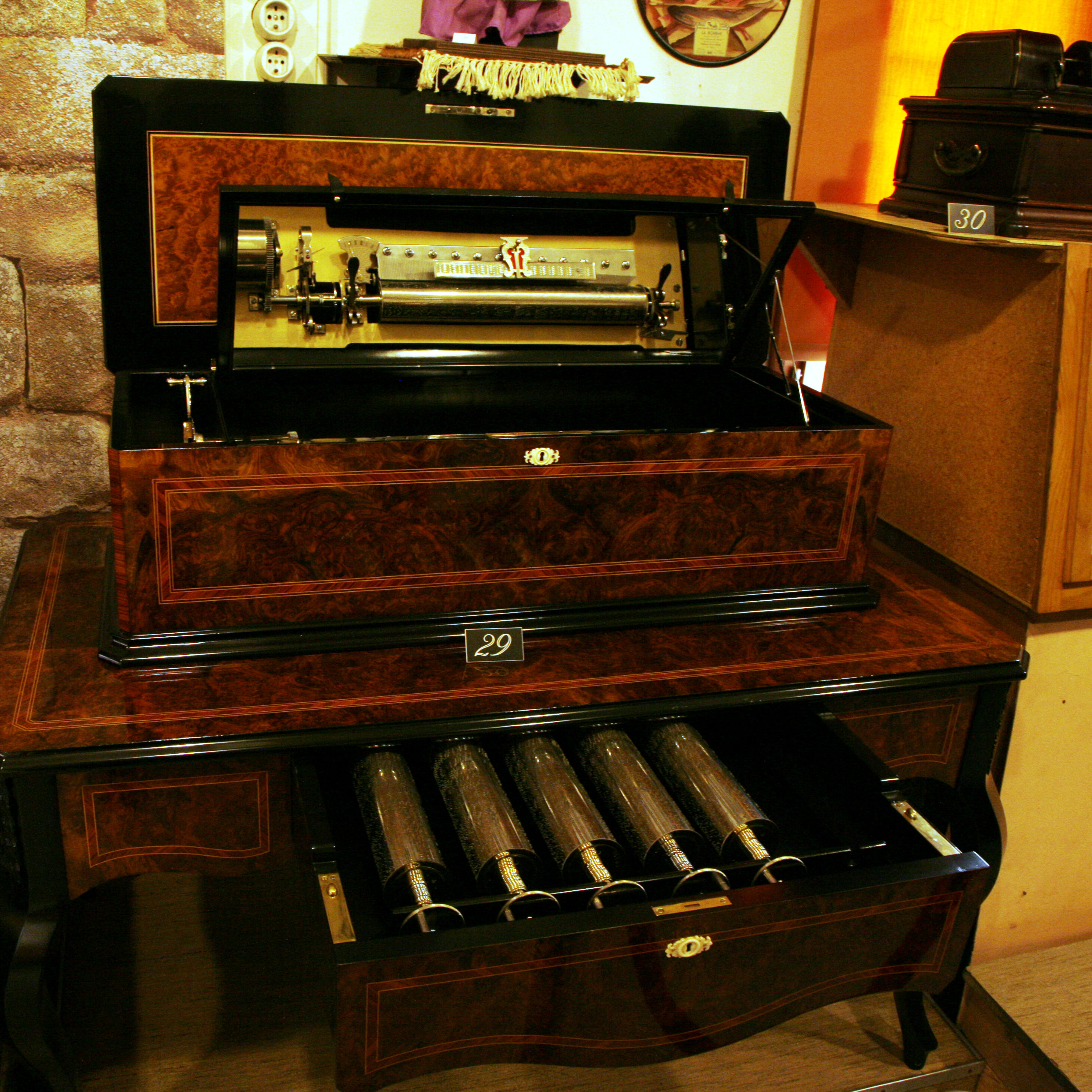
Carillon a tavolo con sei cilindri intercambiabili

Inizialmente gli strumenti di riproduzione erano tutt'uno con la memoria musicale, ovvero lo strumento era specificamente programmato per riprodurre un singolo brano. Solo in seguito si poterono creare delle memorie differenti e intercambiabili che potessero essere riprodotte sullo stesso strumento di riproduzione suonando differenti brani: uno dei primi esempi sono stati i cilindri intercambiabili dei grandi carillon.

### La registrazione
L'evoluzione dei supporti musicali ha tuttavia seguito l'andamento esponenziale della tecnologia negli ultimi secoli: partendo da strumenti meccanici in grado di produrre una sequenza di suoni prestabiliti si è passati ad un metodo di memorizzazione diretto della musica prodotta: la registrazione. Questa innovazione ha in un certo senso tagliato la strada agli strumenti automatici poiché permette di riprodurre - in modo più o meno fedele - ogni genere di suono e quindi ogni genere di musica che possa essere generata dall'uomo.
Tuttavia gli strumenti automatici mantengono il loro fascino e soprattutto conservano il loro ruolo nella loro nicchia di appartenenza, che è differente da quella della musica registrata e che ha seguito una parallela evoluzione che oggi possiamo dire sia sfociata nella riproduzione informatica tramite protocollo MIDI, protocollo informatico per l'interazione degli strumenti musicali elettronici.
La musica registrata prende vita da alcune fondamentali invenzioni, quali il fonografo di Edison (1877), il grafofono di Bell e Tainter (anni ottanta dell'Ottocento) e il Dittafono (1907) in grado di registrare suoni e riprodurli, 
anche se probabilmente già dal 1853 ma sicuramente dal 9 aprile 1860, Édouard-Léon Scott de Martinville era riuscito a registrare la voce umana su fogli di carta anneriti.

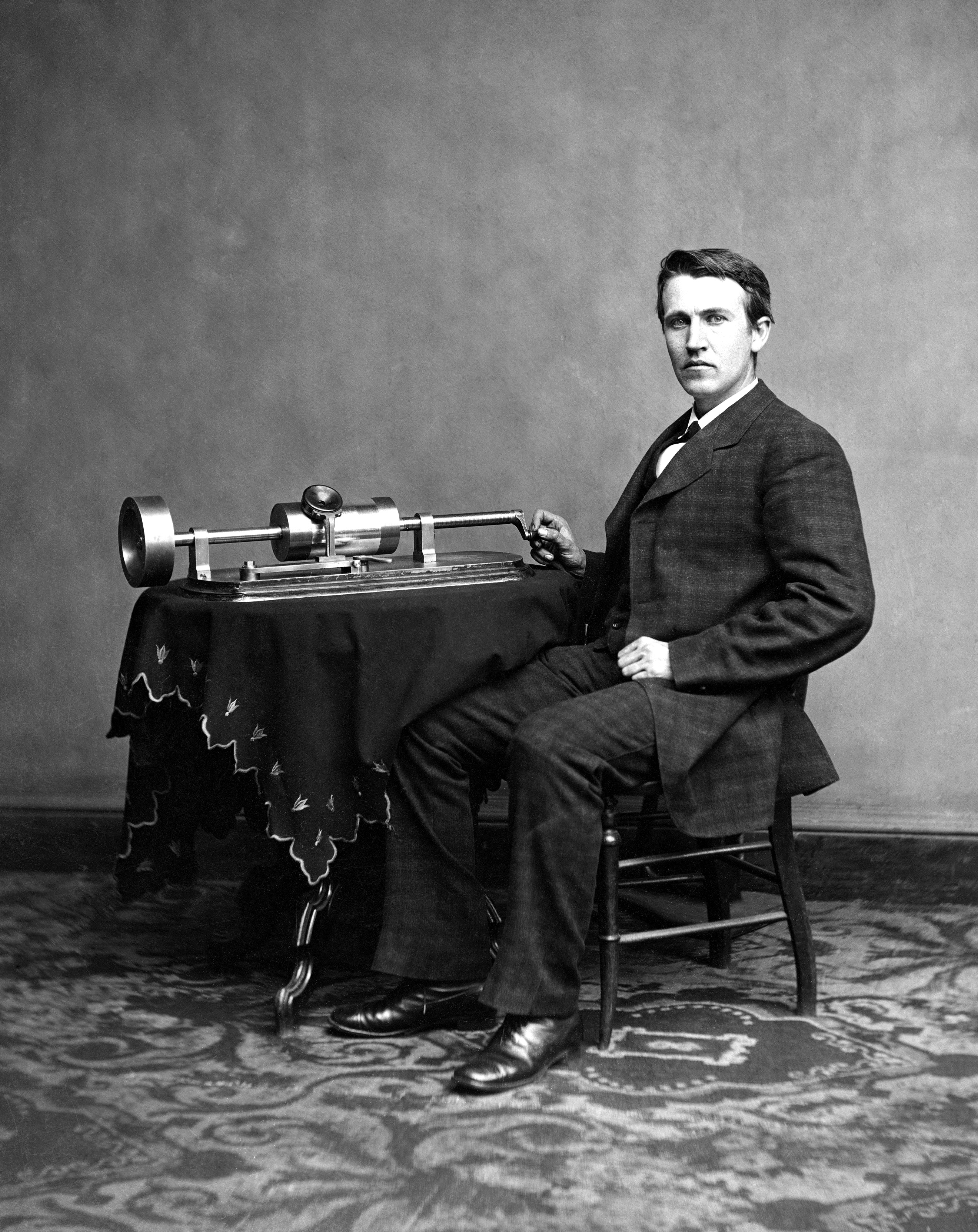
Edison con il suo primo fonografo (1878)

Sfruttando poi notevoli innovazioni come l'elettricità e le proprietà dei campi elettromagnetici si diffusero le tecnologie a nastro magnetico che verranno infine superate dal passaggio alle tecnologie digitali grazie allo sviluppo di nano-tecnologie elettroniche, la cui idea di base continua ad essere utilizzata al giorno d'oggi.
Durante questa evoluzione tecnologica degli strumenti di memorizzazione e riproduzione, la musica si è diffusa soprattutto tramite mezzi che permettono di ascoltarla come flusso continuo, come proprio la radio, la filodiffusione ed internet.

## Strumenti di memorizzazione, riproduzione e registrazione musicale
A seguire è riportata una classificazione cronologica delle tecnologie utilizzate per la riproduzione musicale.

### Registrazione e riproduzione

#### Supporti di registrazione analogica
Vengono definiti analogici i supporti di registrazione audio che non utilizzano tecnologie informatiche (dette appunto digitali). Le principali tecnologie utilizzate sono la microincisione su disco di materiale plastico e la registrazione di sequenze magnetiche su nastro.

##### Dischi a microincisione
I dischi a microincisione furono tra le prime tecnologie di riproduzione a diffondersi tra la popolazione.

###### Dischi 78 giri
I primi dischi di questo tipo, denominati 100 giri per la loro velocità di rotazione in fase di riproduzione, erano in gommalacca, una plastica naturale, e vennero incisi con soli mezzi meccanici fino agli anni cinquanta quando fu introdotto l'ausilio dell'elettronica che permise un notevole aumento di qualità. Tuttavia continuavano ad essere riprodotti anche su grammofoni, privi di amplificazione elettronica.

###### Amplificazione (giradischi)

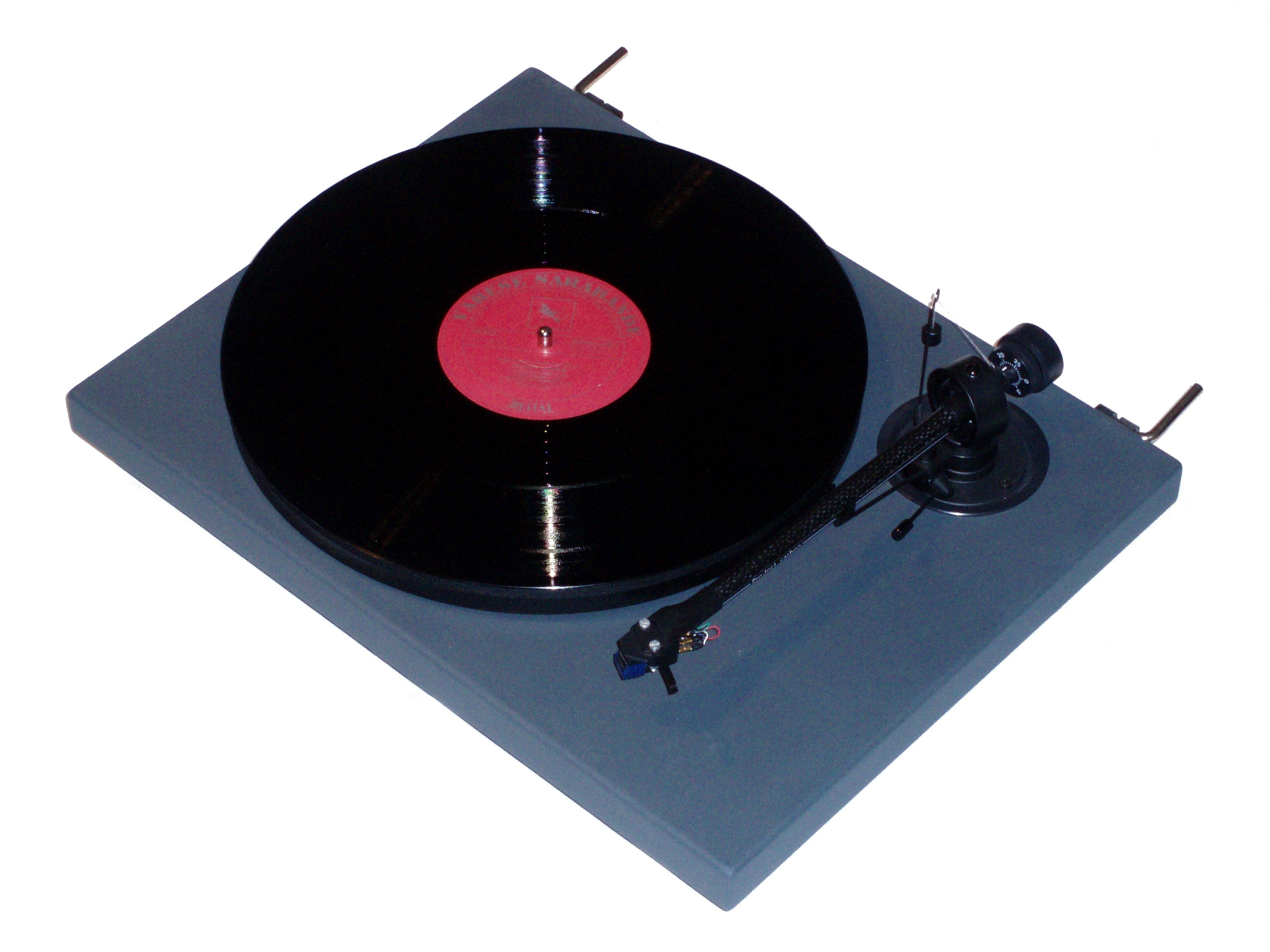
Giradischi amplificato elettricamente

Il disco in vinile è stato ufficialmente introdotto nel 1948 negli Stati Uniti come evoluzione dei precedenti dischi 78 giri.
Le caratteristiche del vinile - decisamente più efficaci rispetto alla gommalacca dei 78 giri - permisero di rimpicciolire i solchi e abbassare il numero di giri per minuto dei dischi da 78 a 33⅓ giri, ottenendo così una maggiore durata di ascolto a parità di dimensioni del supporto.
Un altro formato che nacque in quegli anni fu il 45 giri, dalle ridotte dimensioni di 7 pollici, che poteva contenere solo uno o due brani per ogni faccia del disco.
Per la riproduzione sonora di un disco viene solitamente impiegato un giradischi collegato ad un amplificatore elettrico. In genere i giradischi supportano diversi formati e, per mezzo di un selettore, è possibile impostare la velocità di rotazione del disco.
Questo genere di dischi è stato prodotto in larga scala fino agli anni novanta.
Oggi il collezionismo di dischi di vinile è alquanto diffuso, specie in fiere e mercati dell'usato, e verte soprattutto sui dischi in vinile da 33 giri perché in genere sono stati conservati in modo più accurato.
Uno dei primi strumenti di riproduzione portatile della storia fu proprio il giradischi: vennero costruiti e venduti numerosi modelli portatili, funzionanti a batterie. Alcuni di questi permettevano di inserire il disco al loro interno tramite una fessura, motivo per cui vennero ribattezzati popolarmente mangiadischi. Tuttavia per mantenere contenute le dimensioni a favore di un trasporto agevole vennero prodotti prevalentemente lettori per dischi 45 giri, da 7 pollici.

##### Supporti magnetici
Tutti i supporti magnetici si basano sull'utilizzo del nastro magnetico, che consiste in una sottile striscia in materiale plastico, rivestita di un materiale magnetizzabile, in grado di memorizzare la musica come variazioni di una proprietà magnetica. Il brevetto originale risale al 1927.

###### Registratore a bobine aperte (magnetofono)

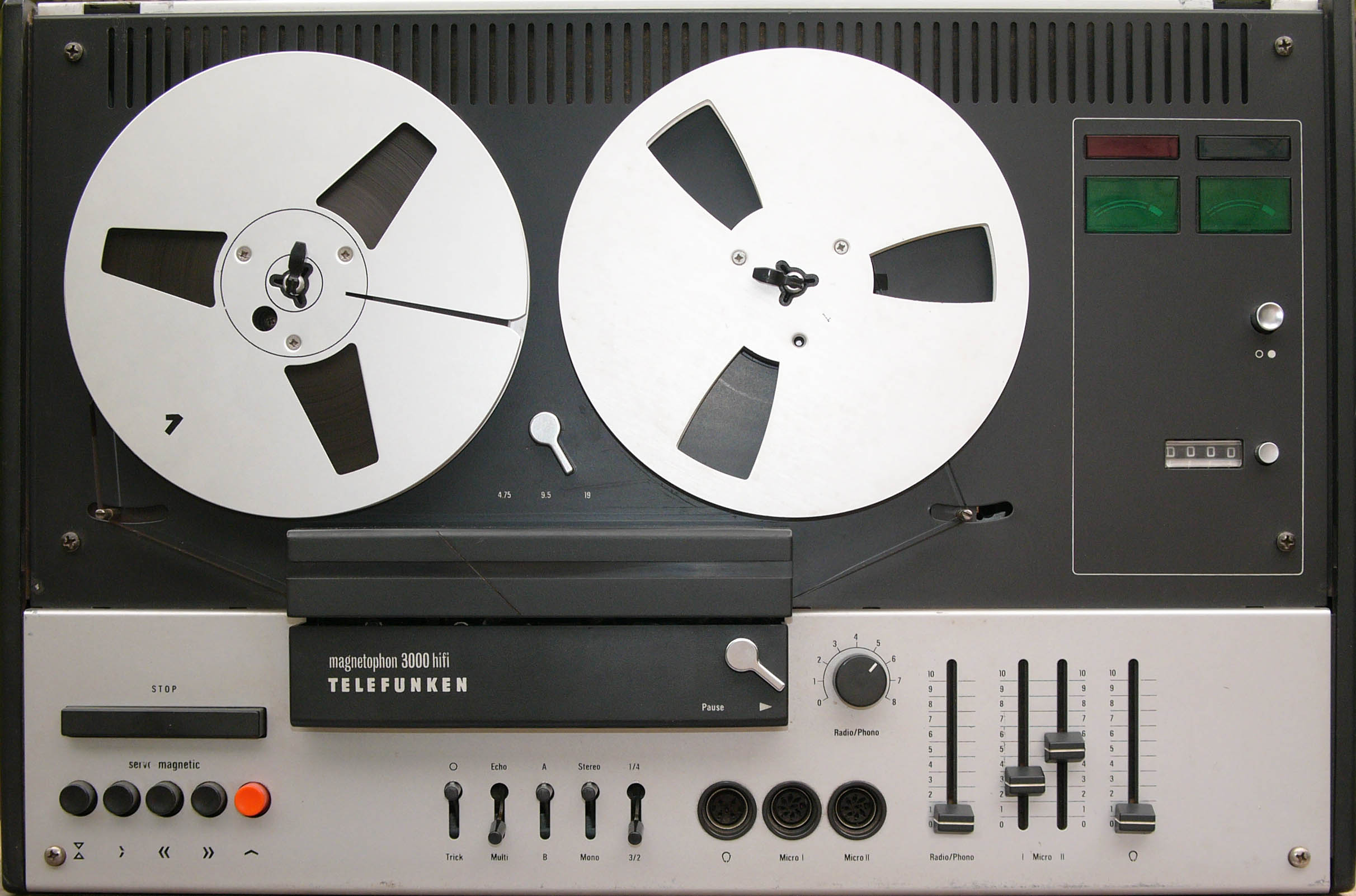
Un registratore a bobina aperta

Sin dagli anni trenta si iniziarono a diffondere alcuni registratori magnetici, ma il primo brevetto per la registrazione sonora nacque nel 1947 con Arrigo Castelli (fondatore della Magnetofoni Castelli) per la ditta italiana Geloso. Inizialmente i registratori magnetici rimasero a bobine aperte, bobine intercambiabili con nastro libero (semplicemente avvolto su una bobina). La diffusione di questi apparecchi rimase prevalentemente riservata ad ambienti professionali (studi di registrazione, registrazioni di intercettazioni telefoniche etc.).

###### Musicassetta

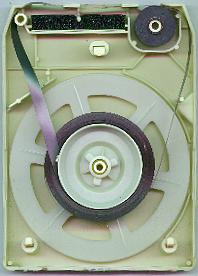
Interno di una cartuccia Stereo8

La musicassetta (o audio-cassetta) è un supporto fonografico a nastro magnetico che si diffuse molto e divenne rapidamente molto popolare per la sua economicità e semplicità d'uso: un piccolo contenitore con due bobine che raccolgono il nastro su cui può essere registrato materiale sonoro. La musicassetta è stata introdotta sul mercato nel 1963 dalla Philips.
Inoltre questo supporto è stato a lungo uno dei più diffusi supporti di registrazione amatoriale grazie alla sua facilità di utilizzo e al suo formato tascabile. Inoltre la nascita, nel 1979, del Walkman, il primo lettore portatile, prodotto dalla Sony, incentivò questo utilizzo e lo stesso termine Walkman è stato a lungo un termine comunemente utilizzato per definire ogni generico strumento di riproduzione di audiocassette portatile.

###### Stereo8
Lo Stereo8 nasce nel 1966 come formato per la riproduzione musicale in automobile. I primi prototipi degli 8-track, questo il nome originale statunitense, vennero progettati nel 1964 ed i primi lettori commerciali vennero offerti come optional sulle vetture Ford modello 1966; essi ebbero successo poiché facili da trasportare e utilizzare. Successivamente vennero presentati lettori portatili e lettori-registratori per uso HiFi domestico. Tuttavia in Italia lo Stereo8 cominciò a diffondersi solo a partire dalla fine degli anni sessanta.
Il supporto consiste in un contenitore in materiale plastico definito cartuccia, contenenti un nastro ad anello, in cui la fine e l'inizio del nastro sono giuntati, avvolto su una singola bobina.

#### Supporti per file audiodigitali

##### Dischi ottici
I primi prototipi di dischi ottici nacquero negli Stati Uniti dei primi anni sessanta sulla scia del supporto video Laserdisc per poi diffondersi realmente dal 1983. Questi supporti, costituiti da un disco piatto e sottile in genere di policarbonato trasparente, contengono al loro interno un sottile foglio metallico, in genere di alluminio, su cui vengono registrate e lette tramite un raggio laser le informazioni, memorizzate come successioni di buchi e terre. A partire dagli anni ottanta si sono sviluppati diversi formati basati su dischi ottici, ma il più stabile e duraturo è stato fino ad ora il Compact disc.

###### CD
Il Compact disc (CD) nasce nel 1979 dalla collaborazione di Philips e Sony e si diffonde nel decennio successivo in tutto il mondo parallelamente ai relativi lettori. Il CD permise effettivamente di ridurre in maniera notevole il rapporto tra le dimensioni del supporto (ora ridotte ad un disco di 12 cm x 1 mm di spessore) e la quantità di dati immagazzinabili (circa 80 min di musica).

###### Super Audio CD e DVD-Audio
Il Super Audio CD (SACD) ed il DVD-Audio sono invece dei supporti basati su tecnologia DVD introdotti poco prima dell'anno 2000 che, oltre a permettere la memorizzazione di tracce audio di qualità decisamente più elevata, introdusse nel mondo dell'ascolto musicale la riproduzione su impianti 5.1, 5 canali più un subwoofer.

##### Dispositivi portatili per file audio
Solo negli ultimi anni del Novecento, grazie alla crescente miniaturizzazione degli apparati informatici, si poterono sviluppare apparecchi tascabili per riprodurre file digitali da memorie fisse e facilmente riscrivibili. Negli anni successivi si diffusero diversi formati di memorizzazione ma in seguito i lettori si uniformarono rapidamente verso un unico formato di memorizzazione, il formato audio compresso MP3, che rimane dominante ancora oggi.

## Radio
La radio, che inizia le proprie trasmissioni negli anni 20, ha contribuito notevolmente al progresso tecnico della registrazione e riproduzione del suono, perché favorisce la diffusione della musica e l'avvicinamento alla musica delle grandi masse.

### Ascolto e acquisto su Internet
Un fenomeno curioso e interessante si sta diffondendo per quel che riguarda l'ascolto e l'acquisto di musica su internet. Questo è permesso attraverso la propria connessione internet, alimentando conseguentemente lo spirito di condivisione e pubblicizzazione della musica, o in modo più generale del proprio tempo libero, trasformandolo in "social". Tra i maggiori supporti di reperibilità musicale Spotify è più popolare ed utilizzato, riconosciuto quale servizio musicale che offre lo streaming di brani musicali di qualunque genere. Esso è disponibile in diversi paesi del mondo, ed è usufruibile da varie piattaforme. In generale si divide in versione Free con pubblicità e alcune limitazioni, e versione Premium senza pubblicità e senza limiti. Con la versione Premium la musica è presente offline sul proprio device, in modo da essere ascoltata anche in assenza di connessione internet.
Si può intuire come la modalità di esprimere e condividere la musica sia cambiata. Non a caso si riducono numericamente i negozi musicali, e i negozi online prendono il sopravvento, si pensi a ITunes o anche Google Play Music, consentendo di acquistare musica direttamente dal proprio smartphone.
MIDI
MIDI (Musical Instrument Digital Interface) si indica il protocollo standard per l'interazione degli strumenti musicali elettronici.

## Pirateria e legislatura
La problematica della pirateria musicale, che consiste nella produzione e distribuzione illegale di materiale coperto da copyright, si inizia a sviluppare solo con l'avvento di supporti musicali che permettano una facile ed economica copia, quali le musicassette e poi i CD. La pratica della pirateria musicale (al pari di quella cinematografica) ha il suo motore nella convenienza economica dell'acquisto del supporto copiato, data dall'assenza dei costi dovuti alla proprietà intellettuale e dai minori costi della confezione, solitamente meno accurata e di minore valore economico.
Una seconda fase della pirateria musicale si apre con la diffusione di Internet, mezzo tramite il quale materiale musicale diviene oggetto della pirateria informatica, seguito dal materiale video, testuale e software.